# Olle Ericson
För andra betydelser, se Olof Eriksson.
John Olov "Olle" Ericson, född 20 november 1912 i Västerås församling i Västmanlands län, död 22 februari 1991 i Slottsstadens församling i Malmö, var en svensk företagsledare.
Olle Ericson var son till direktören John Ericson och Sigrid Nettelbladt. Han hade examen från Malmö handelsgymnasium (1934) och reservofficersexamen (1936). Olle Ericson innehade leksakshandel i Stockholm och AB Olles i Malmö 1934–1947, han var disponent hos Edw. H. Thomée AB i Malmö 1947–1962 samt direktör och innehavare av Hallstastål Olle Ericson AB från 1963. Han blev kapten i Trängtruppernas reserv 1946.
Han gifte sig 1940 med tävlingssimmaren Ingrid Stenmarck (född 1917), dotter till rådmannen Gustaf Stenmarck och Maria Bohmansson. Tillsammans fick de barnen Urban (född 1940), Rutger och Ann (födda 1942) samt Lotty (född 1951).